# Danh sách thành phố Eritrea
Danh sách các thành phố ở Eritrea theo số dân, bao gồm các làng mạc trên 5.000 người.
| Các thành phố ở Eritrea | Các thành phố ở Eritrea | Các thành phố ở Eritrea | Các thành phố ở Eritrea | Các thành phố ở Eritrea | Các thành phố ở Eritrea |
| Hạng                    | Thành phố               | Dân số                  | Dân số                  | Vùng                    |                         |
| Hạng                    | Thành phố               | 1984                    | ước tính 2005           | Vùng                    |                         |
| ----------------------- | ----------------------- | ----------------------- | ----------------------- | ----------------------- | ----------------------- |
| 1                       | Asmara                  | 275.385                 | 543.707                 | Maekel                  |                         |
| 2                       | Keren                   | 26.149                  | 86.483                  | Anseba                  |                         |
| 3                       | Agordat                 | 5.948                   | 30.482                  | Gash-Barka              |                         |
| 4                       | Dekemhare               | 7.290                   | 30.180                  | Northern Red Sea        |                         |
| 5                       | Mendefera               | 12.184                  | 28.492                  | Debub                   |                         |
| 6                       | Nakfa                   | N/A                     | 26.662                  | Southern Red Sea        |                         |
| 7                       | Adi Keyh                | 8.691                   | 26.310                  | Northern Red Sea        |                         |
| 8                       | Massawa                 | 15.441                  | 24.419                  | Northern Red Sea        |                         |
| 9                       | Edd                     | N/A                     | 22.855                  | Southern Red Sea        |                         |
| 10                      | Ghinda                  | 7.702                   | 21.523                  | Northern Red Sea        |                         |
| 11                      | Barentu                 | 2.500                   | 20.968                  | Gash-Barka              |                         |
| 12                      | Asseb                   | 31.037                  | 20.222                  | Southern Red Sea        |                         |
| 13                      | Teseney                 | 2.531                   | 18.889                  | Gash-Barka              |                         |
| 14                      | Beilul                  | N/A                     | 14.055                  | Southern Red Sea        |                         |
| 15                      | Mersa Fatuma            | N/A                     | 11.542                  | Northern Red Sea        |                         |
| 16                      | Himbirti                | N/A                     | 8.822                   | Maekel                  |                         |
| 17                      | Nefasit                 | N/A                     | 8.727                   | Northern Red Sea        |                         |
| 18                      | Adi Quala               | 4.465                   | 7.589                   | Debub                   |                         |
| 19                      | Senafe                  | 4.019                   | 6.831                   | Northern Red Sea        |                         |
| 20                      | Segheneyti              | 3.328                   | 5.656                   | Gash-Barka              |                         |